# Шмиттдиль, Экхард
Экхард Шмиттдиль (нем. Eckhard Schmittdiel; 13 мая 1960, Дортмунд) — немецкий шахматист, гроссмейстер (1994).

## Карьера
Первых успехов достиг во второй половине 1980-х годов.
В 1986 году он стал чемпионом Северного Рейна-Вестфалии, на рубеже 1987 и 1988 годов он одержал победу в Аугсбурге, в 1988 году он разделил первое место (вместе с Тибором Толнаем и Габором Каллаем) в Висбадене, в 1989 году он выиграл (вместе с Властимилом Гортом) в индивидуальных чемпионатах Германии и самостоятельно в Будапеште (турнир Noviki-B), а в 1990 году (вместе с Ромуальдом Майнкой) — в Праге и один в Гронингене.
Его значительные результаты в последующие годы включают, среди прочего, 2-е место в Дортмунде (1993 г., после Наташи Бойкович), 1-е место (1994 г., Кубок Арнольда) и 2-е место (1994 г., Пер Гюнт, после Василиоса Котрониаса) в Гаусдале, 2-е место в Ваттене (1998 г., после Хенрика Теске), 2-е место во Франкфурте (1998 г., после Славко Чикака), первое место в Дортмунде (1999 г., вместе с Золтаном Варгой), первое место в Дортмунде (2000 г.), первое место в Тюбингене (2001 г.), первое место в Дейзисау (2002, Неккар Опен, вместе с другими Рустемом Даутовым, Левоном Ароняном, Иваном Фараго, Яном Густафссоном и Владимиром Епишиным) и первым дивизионом в Авойне (2005 г., вместе с Жан-Люк Серет и Сергей Федорчук).
В 1988 году ФИДЕ присвоила ему звание международного мастера, в 1994 году он стал гроссмейстером
Mаксимального рейтинга он достиг 1 июля 1990 года, с результатом 2505 очков он был 14-м среди немецких шахматистов.

## Изменения рейтинга
| Графики недоступны из-за технических проблем. См. информацию на Фабрикаторе и на mediawiki.org. |